# Montgomery Township (comté de Wright, Missouri)
Montgomery Township est un township inactif, situé dans le comté de Wright, dans le Missouri, aux États-Unis,.
Le township est fondé en 1880 et baptisé en référence à une famille locale.

### Source de la traduction
- (en) Cet article est partiellement ou en totalité issu de l’article de Wikipédia en anglais intitulé « Montgomery Township, Wright County, Missouri » (voir la liste des auteurs).